# Hogesnelheidslijn Courtalain - Connerré
De spoorlijn Courtalain - Connerré, deel van de LGV Atlantique is een Ligne à Grande Vitesse van Courtalain naar Connerré bij Le Mans. De lijn is 49,4 km lang en heeft als lijnnummer 429 000.

## Geschiedenis
De lijn is geopend op 24 september 1989, tegelijk met het gedeelte van Parijs tot Courtalain van de hogesnelheidslijn Paris-Montparnasse - Monts. Oorspronkelijk was de verlenging van de lijn bij Le Mans wegbezuinigd, in 2017 werd dit gedeelte alsnog geopend als hogesnelheidslijn Connerré - Rennes, waarmee de bereikbaarheid van Bretagne en Pays de la Loire aanzienlijk werd verbeterd.

## Treindiensten
De SNCF verzorgt het personenvervoer op dit traject met TGV treinen.
| Serie      | Treinsoort | Route | Bijzonderheden                                                                             |
| ---------- | ---------- | --- | ------------------------------------------------------------------------------------------ |
| TGV 5200   | TGV (SNCF) | [ [ Nantes – ] / [ Rennes – ] Le Mans – ] / [ Bordeaux-Saint-Jean – Saint-Pierre-des-Corps – ] Massy TGV – Aéroport Charles-de-Gaulle 2 TGV – [ Lille-Europe ] / [ Lille-Flandres ] |                                                                                            |
| TGV 5300   | TGV (SNCF) | [ [ [ Nantes – Angers-Saint-Laud – [ Saumur – Saint-Pierre-des-Corps – ] / [ Le Mans – ] ] / [ Rennes – Le Mans – ] Massy TGV – ] ] / [ Le Havre – Rouen-Rive-Droite – Mantes-la-Jolie – Versailles-Chantiers – Massy-Palaiseau – ] Lyon-Part-Dieu – [ Lyon-Perrache ] / [ Valence-Rhône-Alpes-Sud TGV – [ Nîmes-Pont-du-Gard – Montpellier-Sud-de-France ] / [ Nîmes – Montpellier-Saint-Roch ] / [ Avignon TGV – Aix-en-Provence TGV – Marseille-Saint-Charles ] ] |                                                                                            |
| TGV 5450   | TGV (SNCF) | [ Rennes – ] / [ Nantes – Angers-Saint-Laud – ] Le Mans – Massy TGV – Marne-la-Vallée - Chessy – Aéroport Charles-de-Gaulle 2 TGV – Champagne-Ardenne TGV – Lorraine TGV – Strasbourg-Ville | Twee treinen per dag.                                                                      |
| Ouigo 7610 | TGV (SNCF) | Paris-Montparnasse – Le Mans – Laval – Rennes – [ Saint-Brieuc – Guingamp – Morlaix – Brest ] / [ Vannes – Auray – Lorient – Quimper ] |                                                                                            |
| Ouigo 7620 | TGV (SNCF) | Paris-Montparnasse – Le Mans – Angers-Saint-Laud – Nantes |                                                                                            |
| TGV 8050   | TGV (SNCF) | Paris-Montparnasse – Le Mans – Laval – Rennes – Saint-Malo |                                                                                            |
| TGV 8600   | TGV (SNCF) | Paris-Montparnasse – Massy TGV – Le Mans – Laval – Rennes – Saint-Brieuc – [ Brest ] / [ Lannion ] |                                                                                            |
| TGV 8700   | TGV (SNCF) | Paris-Montparnasse – Laval – Rennes – Vannes – Lorient – Quimper |                                                                                            |
| TGV 8800   | TGV (SNCF) | Paris-Montparnasse – Massy TGV – Le Mans – Angers-Saint-Laud – Nantes |                                                                                            |
| TGV 8900   | TGV (SNCF) | Paris-Montparnasse – Le Mans – Angers-Saint-Laud – Nantes – [ Saint-Nazaire – Le Croisic ] / [ La Roche-sur-Yon – Les Sables-d'Olonne ] |                                                                                            |
| TGV 9800   | TGV (SNCF) | [ Luxemburg – Thionville – Metz-Ville – Strasbourg-Ville – Mulhouse-Ville – Belfort-Montbéliard TGV – Besançon Franche-Comté TGV – Dijon-Ville – Mâcon-Ville – ] / [ Brussel-Zuid – Lille-Europe – Arras – TGV Haute-Picardie – Aéroport Charles-de-Gaulle 2 TGV – [ Champagne-Ardenne TGV – Meuse TGV – Lorraine TGV – Strasbourg-Ville ] / [ Marne-la-Vallée - Chessy – [ Massy TGV – Le Mans – [ Laval – Rennes ] / [ Angers-Saint-Laud – Nantes ] ] / [ Creusot TGV – ] Lyon-Part-Dieu – [ Avignon TGV – Marseille Saint-Charles ] / [ Montpellier-Saint-Roch – Perpignan ] ] | Dagelijkse verbinding met Montpellier en Marseille. Perpignan - Brussel tweemaal per week. |

## Aansluitingen
In de volgende plaatsen is er een aansluiting op de volgende spoorlijnen:
Courtalain
RFN 431 000, spoorlijn tussen Paris-Montparnasse en Monts
RFN 431 305, raccordement van Courtalain
Connerré
RFN 408 000, spoorlijn tussen Connerré en Rennes
RFN 429 310, raccordement van Connerré-Sud

## Elektrische tractie
De lijn werd bij aanleg in 1989 geëlektrificeerd met een spanning van 25.000 volt 50 Hz.

## Galerij

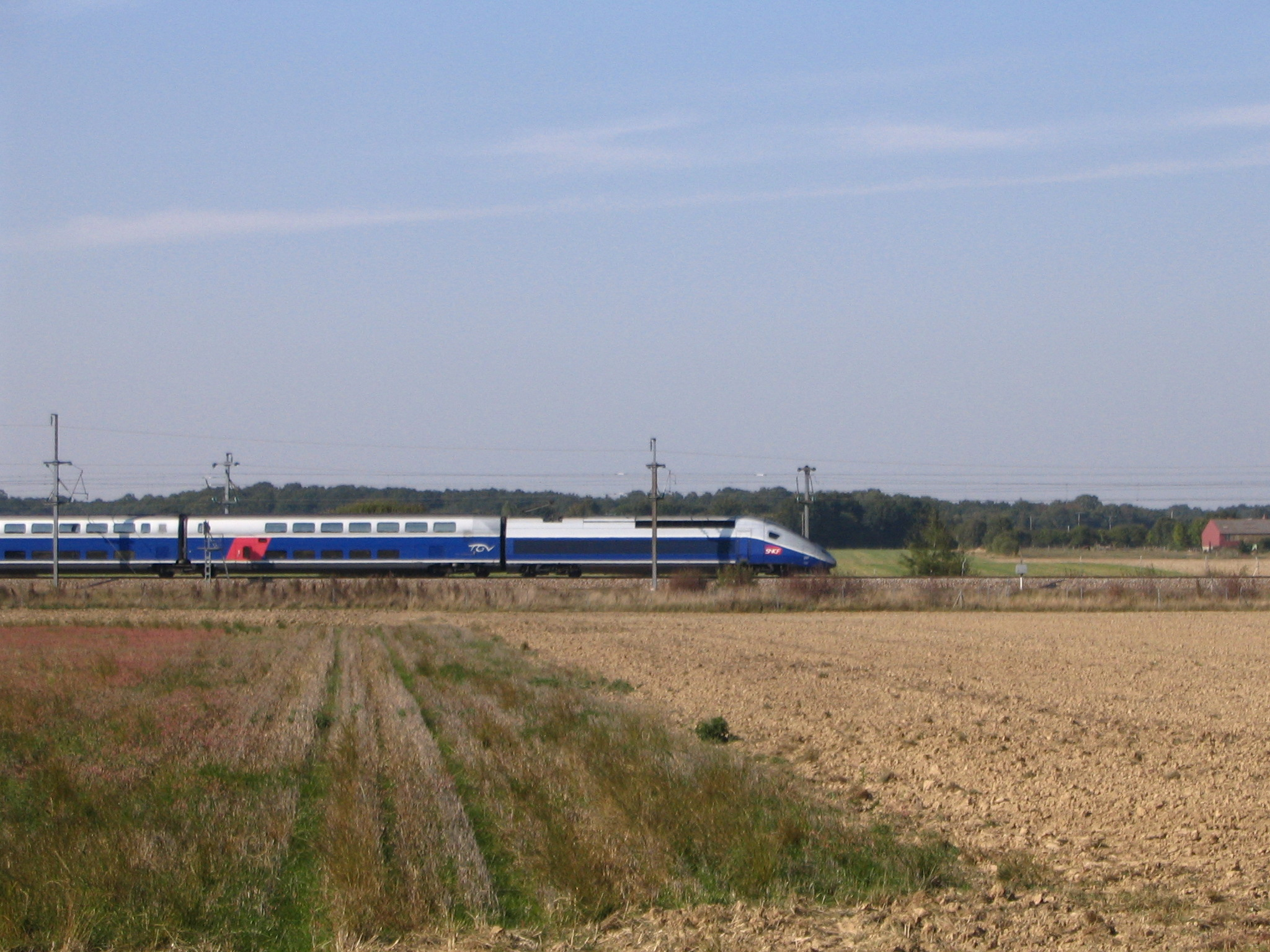
TGV Duplex vanuit Le Mans op weg naar Parijs bij Courtalain
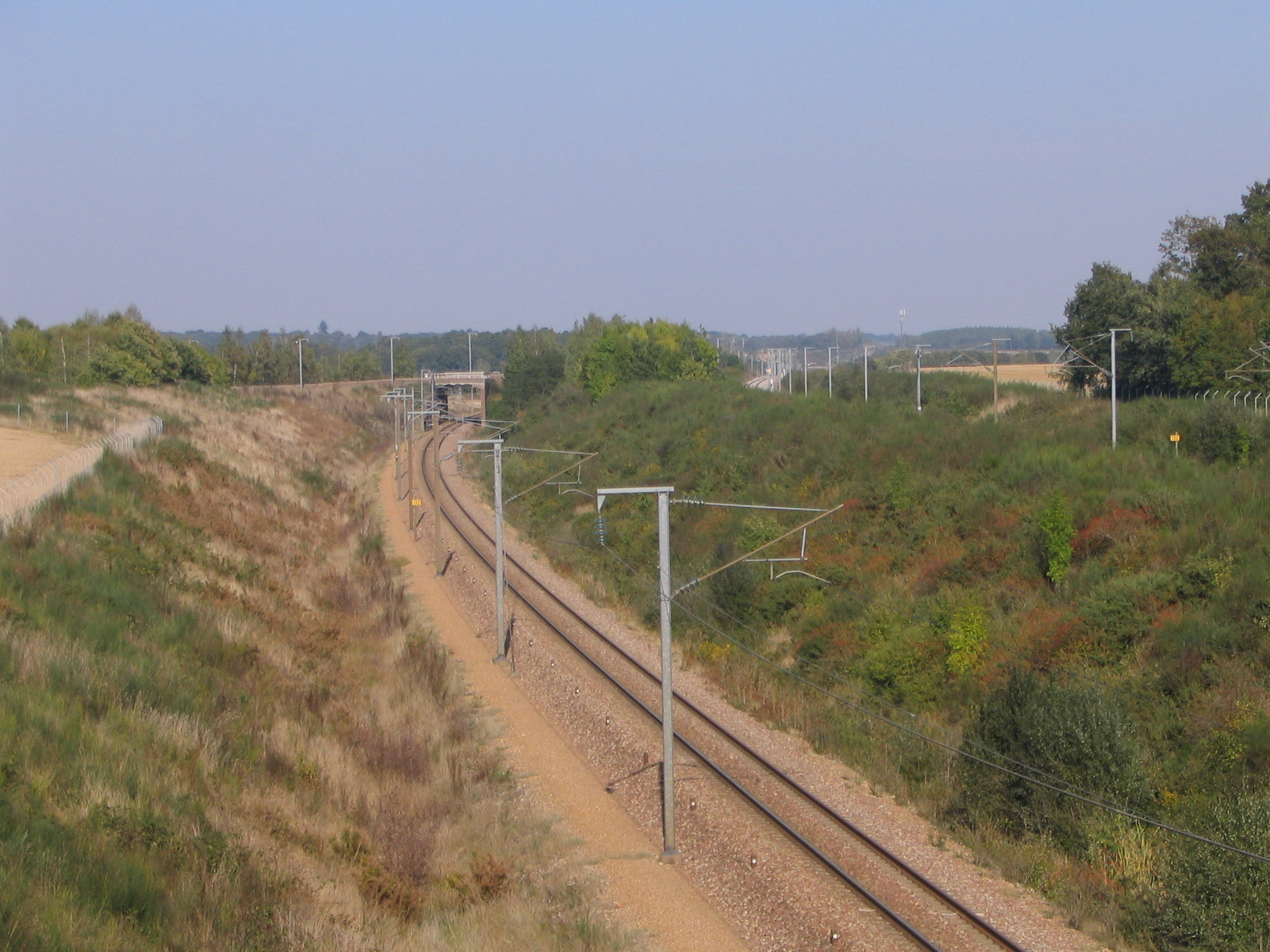
aansluiting Courtalain
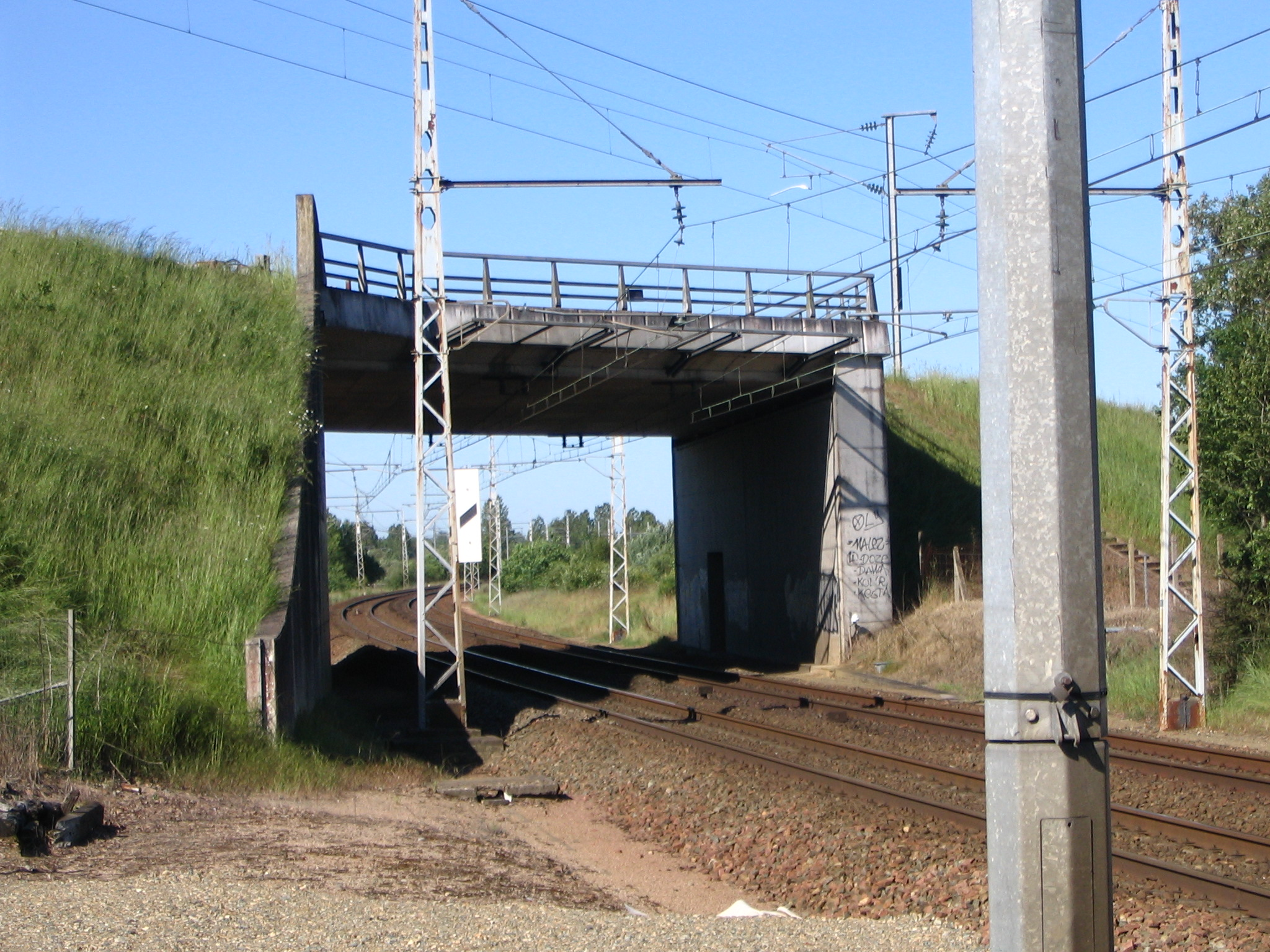
Het raccordement van Connerré-Sud kruist de spoorlijn Paris-Montparnasse - Brest bovenlangs.
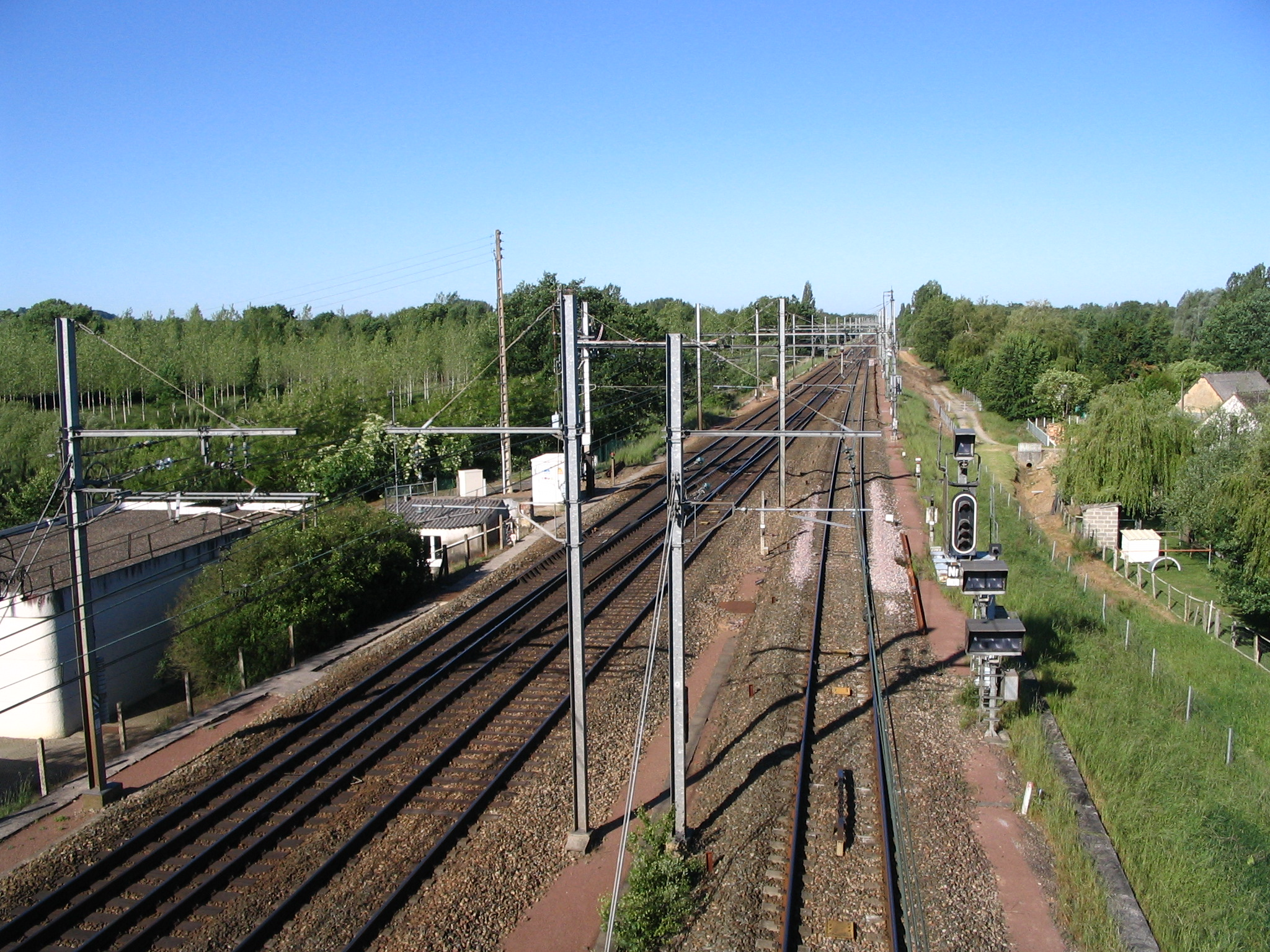
aansluiting van het raccordement van Connerré-Sud op de spoorlijn Paris-Montparnasse - Brest.